# Nothing New Since Rock 'n' Roll
Nothing New Since Rock 'n' Roll is het debuutalbum van de Britse punkband The Fight. Het album werd uitgegeven door het Amerikaanse label Repossession Records op 16 november 2004 en is daarmee de eerste uitgave van de band via dit label. Twee van de vier oorspronkelijke leden, namelijk gitarist Simon Lincoln Jefferies en basgitarist Matthew Vale, hebben niet aan het album meegewerkt en zijn vervangen door gitarist Scott Milner en basgitarist Tom Calder.

## Nummers
1. "Can't Be Bothered" - 2:46
2. "Karaoke Star" - 3:09
3. "Moved On" - 2:59
4. "Sid and Nancy" - 1:52
5. "Forgotten Generation" - 2:25
6. "JB's" - 3:13
7. "No More Legend" - 4:07
8. "Mommy's Little Soldier" - 2:22
9. "Housewreck" - 2:59
10. "Stage Skool Kidz" - 2:57
11. "Don't Tell Me" - 2:46
12. "Revolution Calling" - 3:14
13. "Shut Up Yourself" - 3:06
14. "Johnny Can't Hackett" - 3:30

## Band
- Kate Turley - zang, gitaar
- Jack Turley - drums
- Tom Calder - basgitaar
- Scott Milner - gitaar